# 黄伯珪
黄伯珪，字孟文，福建南平光泽人。明朝政治人物、进士。
洪武十八年（1385年），黄伯珪中式乙丑科二甲第六十二名進士。任翰林院编修，后升任陕西道监察御史。其善于诗画。